# Talia al Ghul
Talia al Ghul (en árabe: تاليا الغول‎ "Vanguardia del Demonio") es un personaje ficticio femenino que aparece en los cómics estadounidenses publicados por DC Comics, comúnmente en asociación con Batman. La personaje fue creada por el escritor Dennis O'Neil y el artista Bob Brown, y apareció por primera vez en Detective Comics #411 (mayo de 1971). Talia es la hija del supervillano llamado Ra's al Ghul, la nieta de Sensei, la media hermana de Nyssa Raatko, novia y amante intermitente del superhéroe Batman y madre de Damian Wayne (el quinto Robin). Ha sido representada alternativamente como una antiheroína y aliada de Batman en ocasiones.
Talia ha aparecido en más de 500 números de cómics individuales, y ha aparecido en varias adaptaciones de medios. La personaje fue interpretada por Helen Slater y Olivia Hussey en el Universo animado de DC, que se convirtió en sus primeras apariciones en medios distintos a los cómics. Posteriormente, La personaje fue interpretada por Marion Cotillard en la película de 2012 The Dark Knight Rises, y por Lexa Doig en Arrow.

## Historial de publicaciones
El personaje fue creado por el escritor Dennis O'Neil y el artista Bob Brown como simplemente Talia originalmente. La creación y representación del personaje se inspiró en otras obras de ficción, como la película de James Bond de 1969 On Her Majesty's Secret Service y la ficción de Fu Manchú. El personaje apareció por primera vez en Detective Comics #411 (mayo de 1971). Se la representa más comúnmente como un interés romántico por Batman, un villano o una combinación de los dos. Su padre, el líder de un imperio criminal y terrorista mundial, consideraba a Batman el hombre más digno de casarse con Talia y convertirse en su sucesor. Sin un cónyuge, Talia fue considerada heredera de su padre y su organización. Si bien Batman no está interesado en el imperio criminal, a menudo ha demostrado sentimientos románticos por Talia.
Talia ha salvado la vida de Batman o lo ha ayudado en numerosas ocasiones. La mayoría de sus actos delictivos se han cometido a instancias de su padre y están motivados por la lealtad a su padre más que por un beneficio personal. La habían descrito como moralmente ambigua o como una figura antiheroica. A mediados y finales de la década de 1990, parte del nombre de su padre se incorporó al de ella como una especie de apellido para ayudar a los lectores a asociarla con Ra's al Ghul. Representaciones recientes han demostrado que es más a menudo enemiga de Batman y supervillana por derecho propio, como liderar la Liga de Asesinos, como parte de la Sociedad Secreta de Supervillanos, y como el cerebro detrás del Leviathan.
La lista de IGN de los 100 mejores villanos de cómics de todos los tiempos clasificó a Talia en el puesto 42. Ella ocupó el puesto 25 en la lista de las "100 mujeres más sexys en cómics" de Comics Buyer's Guide.

## Biografía del personaje de ficción
La historia "Into the Den of the Death-Dealers!" (Detective Comics #411, 1971) comenzaba con Batman encaramado en la cabeza de la Estatua de la Libertad en EE. UU. hablando en secreto con un asustado exempleado de un villano llamado Dr. Darrk (aparentemente el líder de la liga de asesinos). Pronto la pista le llevaría a un pequeño país del continente asiático, en donde se encontraría con el villano y una joven llamada Talia a quien él había secuestrado.
Al final de la historia, Darrk intenta matar a Batman ante lo cual Talia dispara una pistola, matando al villano y buscando consuelo en Batman tras el trágico desenlace.
Al mes siguiente, en "Daughter of the Demon" (Batman #232, 1971), Dick Grayson (Robin) es secuestrado. Ra's Al Ghul entra en la Batcueva, revelando a Batman que conoce su identidad secreta y dándole a conocer que su hija Talia también fue secuestrada junto a Dick. Batman se va con Ra's en la búsqueda de Dick y Talia. Al final del viaje, se descubre que Talia estaba enamorada de Batman y que el secuestro es toda una configuración diseñada por Ra's como una prueba definitiva de la idoneidad de Batman como heredero.

### Sus padres
La novela gráfica "Batman: Birth of the Demon" (1992) explica como Ra's conoce a la madre de Talia, que era descendente de una mezcla entre chino y árabe, en el Festival de Woodstock. Tiempo después, la madre de Talia muere por una sobredosis de droga escuchando a The Doors. Este encuentro es algo distinto de lo que se había contado en Batman: Hijo del Demonio (1987) que muestra que la madre de Talia se llamaba Melisande y que fue asesinada por un exsirviente de Ra's llamado Qayin.
En su juventud, Talia viaja con Ra's alrededor del mundo. Él le enseña el combate mano a mano como el uso de armas convencionales desde espadas hasta armas de fuego. Además, estudia medicina y alta tecnología.
Talia comparte los ideales "new age" de Ra's, pero está en contra de los métodos eco-terroristas que él lleva a cabo. A pesar de esto, Talia suele ayudar en la administración de varias organizaciones que su padre controla.

### Amor imposible con Batman
Talia se encontró con Batman por primera vez en la historia "Into the Den of the Death-Dealers!" en Detective Comics #411 (mayo de 1971) escrita por Dennis O'Neil. Desde entonces han tenido un largo pero a la vez imposible romance, que incluso se concretó en matrimonio en el "DC Special Series #15" (1978) titulado "I Now Pronounce You Batman And Wife!" ("¡Yo os declaro Batman y esposa!"), escrito también por Dennis O'Neil, en donde es el mismo Ra's quien los casa. Esta idea fue posteriormente profundizada en la novela gráfica "Batman: Hijo del Demonio" (1987) de Mike W. Barr. Estas dos últimas historias explican la posterior aparición del hijo entre ambos: Damian Wayne.

### Evolución del personaje
En la década del 2000, ella utilizó su nombre en forma anglosajona, Talia Head (Talia Cabeza), derivado del nombre de su padre, que en árabe significa "Cabeza del Demonio", para trabajar en EE. UU. en la compañía LexCorp y comenzar una carrera buscando independizarse definitivamente de la de su padre.
A mediados de la década del 2000, Talia regresa a hacerse cargo del imperio de Ra's, y luego da a conocer la existencia de Damian Wayne, hijo de la relación entre ella y Batman.

## Poderes y habilidades
Talia ha sido escrita para ser una atleta en la cima del acondicionamiento físico y ha sido entrenada en muchas formas de artes marciales. Se educó en artes y ciencias y tiene títulos avanzados en biología, ingeniería y negocios como MBA. También es bastante competente con la mayoría de las armas de mano. A menudo subestimada, Talia también es una excelente luchadora cuerpo a cuerpo.

## Otras versiones
En Batman: Brotherhood of the Bat, la Tierra ha sido diezmada por una plaga desatada por Ra's una década antes, lo que llevó a Ra's a reclamar Wayne Manor como su nueva base de operaciones; En este punto, Bruce Wayne ha estado muerto durante algún tiempo en circunstancias no reveladas, pero Talia ha estado criando a su hijo Tallant en secreto. Mientras Ra's transforma un grupo de sus asesinos de élite en una 'Hermandad del Murciélago', utilizando los diseños de vestuario descartados de Batman para crear un grupo de Batmen diferentes, Talia decide que ha llegado el momento de contarle a Tallant sobre la herencia de su padre, con Tallant infiltrándose Hermandad para desmantelarlo desde dentro.
En Superman & Batman: generaciones, Talia está presente cuando Bruce Wayne entra en un Lazarus Pit con su padre en 1979; cuando dos hombres entren en el Pozo simultáneamente, uno perecerá mientras que el otro se volverá inmortal permanentemente sin forma de determinar cuál será el sacrificio. Cuando Bruce Wayne emerge restaurado a su plena juventud, pasa las siguientes dos décadas convirtiendo a las organizaciones fachada de la Liga de Asesinos en la verdadera operación con Talia a su lado, aunque la naturaleza exacta de su relación nunca se confirma explícitamente.
En Elseworld's Finest, cuando Ra's y la Liga están buscando la ciudad perdida de Argos, entran en contacto con otro grupo de exploradores; el empobrecido arqueólogo Bruce Wayne, el reportero Clark Kent, la amiga de la infancia de Kent, Lana Lang, y el periodista Jimmy Olsen. Al ser testigo de la fuerza excepcional de Kent, Ra's le ofrece la mano de Talia en matrimonio, pero aunque Kent se siente tentado por la oferta, elige escapar con sus amigos para continuar la búsqueda del padre secuestrado de Lana. Más tarde, después de que Ra's muere cuando intenta reclamar el poder de Argos para sí mismo y Kent queda mortalmente herido en una confrontación con Lex Luthor, Talia puede usar la fórmula de Lazarus de su padre para devolverle la vida a Kent, expresando el dolor de que ella lo haría. nunca tendrá la oportunidad de ver cómo se desarrollaría su relación si esto falla. La historia concluye con una anciana Lana hablando con una joven llamada Kara, que claramente pretende ser la hija de Clark Kent y Talia al Ghul.

## En otros medios

### Televisión

#### Animación
- Talia aparece en el Universo animado de DC Comics, con la voz de Helen Slater y Olivia Hussey.
  - Talia aparece en Batman: La serie animada, con la voz de Slater.[21] Introducida en el episodio 50 "Fuera de balance", la envían para perseguir a Vértigo (la ex sirvienta de su padre) en Gotham City. Cuando ella y Batman son atacados y tomados prisioneros por la Liga de las Sombras, Talia atiende las heridas de Bruce Wayne. Ella propone una asociación temporal con Batman, y juntos derrotan a Vertigo. Sin embargo, ella cruza dos veces a Batman para robar el arma sónica de Vertigo para su padre. Talia finalmente regresa en el episodio de dos partes "The Demon's Quest". Cuando ella y Dick Grayson son secuestrados, Batman y Ra trabajan juntos para rescatarlos. En última instancia, se revela que Ra organizó sus secuestros para probar la idoneidad de Batman como heredero y yerno. Talia más tarde ayuda a Batman a derrotar a su padre. En "Avatar", (que fue su cuarta y última aparición), Talia ayuda a Bruce a perseguir a Ra's para que deje de hacer una oferta autodestructiva por la inmortalidad. Ra niega a Talia y trata de matarla a ella y a Batman, habiendo sido conscientes de su conexión mutua. Sin embargo, la pareja salva a Ra's cuando esta búsqueda de la inmortalidad amenaza la vida de su padre. Cuando ve que Batman tiene la intención de llevar a Ra's a las autoridades, Talia enciende al Caballero Oscuro para que su padre pueda escapar.
  - Talia también aparece en Superman: la serie animada, con la voz de Hussey. En "The Demon's Reborn", Talia intenta salvar a Ra's al Ghul con un artefacto nativo estadounidense en Metrópolis. Aunque tanto Superman como Batman intentan detenerla, Talia somete a Superman con el artefacto. Combinando el artefacto con la tecnología, transfiere los poderes de Superman para revivir a su padre moribundo. Aunque la última búsqueda de padre e hija es exitosa, una pelea resultante con el Hombre de Acero y el Caballero Oscuro da como resultado que los dos sean arrojados a un río subterráneo.
  - En Batman Beyond revela que, después de ayudar a Bruce a frustrar el plan de su padre para destruir el mundo en el "Apocalipsis cercano al '09', la conciencia de Talia ha sido reemplazada por la de Ra's al Ghul. Su propio padre se hace pasar por Talia para manipular al anciano Bruce Wayne para que use el Lazarus Pit como parte de un complot para copiar sus patrones mentales al cuerpo vigorizado de Bruce, pero Batman (Terry McGinnis) lo derrota, y se muestra por última vez en su base como explota cuando un cable eléctrico golpea el foso. Más tarde, el anciano Bruce había agregado una fotografía de ellos juntos en Milán para guardar el recuerdo de ella y el romance que habían compartido vivos, diciéndole que "descanse bien, Amado".
- Talia aparece en Batman: The Brave and the Bold, con la voz de Andrea Bowen.[21] En "Sidekicks Assemble!", Se da a entender que está enamorada de Robin. Talia aparece de nuevo en "Crisis: ¡22,300 millas sobre la tierra!" pero no tiene diálogo y se revela que está enamorada de Batman cuando ella besa al Caballero Oscuro y ayuda a derrotar a Ra's al Ghul.
- Talia apareció por primera vez como un cameo en el episodio "Rescue Op" de Young Justice: Outsiders, justo después de que Nightwing se fue con Tigresa, Halo, Forgaer y Geo-Force. Se la ve sosteniendo a su hijo ilegítimo infantil y al nieto y heredero de Ra's al Guhl.

#### Acción en vivo
- El personaje tiene un cameo como una niña en la temporada uno de Legends of Tomorrow, interpretada por Milli Wilkinson.
- Talia al Ghul aparece como un personaje recurrente en la serie de acción en vivo Arrow, interpretada por Lexa Doig.[22] Esta versión fue la mentora de Oliver Queen y luego la entrenadora de Adrian Chase. Presentada en la quinta temporada, aparece en flashbacks, entrenando a Oliver en Rusia, y en la línea de tiempo actual, donde acude a Oliver por matar a su padre y se une a Chase. En el final de la temporada, Talia lucha contra su hermana Nyssa en Lian Yu y es derrotada. Cuando Chase se suicida y dispara bombas C4 en toda la isla, el destino de Talia se desconoce. En la Temporada siete, Revela que Talia sobrevivió gracias a una droga suministrada por Ricardo Díaz. Después de "enfrentarse a un viejo enemigo en Gotham", es encarcelada en la Prisión de Seguridad Máxima de Slabside, donde se la ubica en el Nivel 2. Bajo el alias de "Demonio", Talia ayuda a Díaz a ordenar ataques contra Oliver. Después de que Oliver la ayuda a escapar, Talia entrega una unidad USB con evidencia de las actividades psiquiátricas ilegales de Jarrett Parker a Felicity Smoak. Como resultado, el Nivel 2 se cierra y Jarrett es despedido. Talia vuelve más tarde y mata a Jarrett en venganza. Después de derrotar al Gremio Thanatos con la ayuda de Oliver y Thea Queen, Talia intenta reclamar su lugar como el nuevo "Ra's al Ghul", pero lo pierde en una pelea con Thea, que luego la convence de que deberían liderar el grupo juntos y renombrarlo como "League of Heroes". En el final de la serie "Fadeout" que tiene lugar en algún momento después de "Crisis on Infinite Earths", Nyssa se reconcilia con Talia en el funeral de Oliver.

### Cine

#### Acción en vivo
- Aunque nunca se ha visto o mencionada en Batman Begins, el personaje se menciona brevemente en las características adicionales del lanzamiento del DVD bajo el archivo de información del personaje de Ra's al Ghul. También se hace referencia a ella en la novelización, aunque no por su nombre.
- El director de cine George Miller expresó interés en elegir a Teresa Palmer como Talia al Ghul en la película de la Liga de la Justicia que estaba planeada Liga de la Justicia: Mortal, antes de que se cancelara el proyecto.[23]
- Marion Cotillard interpreta a Talia al Ghul en The Dark Knight Rises[24][25][26][27][28][29] Joey King y Harry Coles interpretaron versiones más jóvenes.[30] A lo largo de la mayor parte de la película, ella aparece bajo el alias de Miranda Tate, una acaudalada ejecutiva y filántropa que se gana la confianza de Bruce Wayne como CEO de Empresas Wayne, y se convierte brevemente en una amante. Después de que Batman derrota a Bane, Talia revela que ella es la hija de Ra's al Ghul, y que ella se dedicó a llevar a cabo el sueño de destruir Gotham después de la muerte de su padre. La película revela además que Talia nació en la prisión subterránea "El Foso" y es una amiga leal de Bane que la había protegido hasta que pudo escapar. Batman y Selina Kyle persiguen a Talia mientras conduce un camión con una bomba atómica con la que pretende destruir la ciudad, y Talia sufre una herida mortal cuando choca su vehículo. Ella muere creyendo que su misión es un éxito, pero Batman finalmente salva a Gotham llevando la bomba en el Bat sobre la bahía para explotar, haciendo que su misión de ella resultó un fracaso. considerada una de las mejores villanas película femeninas  [31] [32] [33] [34]

#### Animación
- Talia al Ghul aparece en un cameo no hablado en un flashback de Batman: Under the Red Hood. De pie junto a su padre, fue testigo del regreso a la vida de Jason Todd a través de Lazarus Pit, que lo había trastornado mentalmente y sediento de sangre al adoptar su personaje más oscuro y más vengativo de "Capucha Roja". Ella había tratado de evitar que escapara disparando su arma, pero su padre le dijo que esperara mientras él iba tras el recién revivido y desquiciado Jason.
- Talia al Ghul aparece en Son of Batman,[35] con la voz de Morena Baccarin. Durante el prólogo de la película, ella lidera la defensa de la base de la Liga de Asesinos. Luego, ella trae a su hijo Damian Wayne a Batman para ayudar a vengar a su abuelo. Talia es capturada poco después de un ataque fallido en la base de Deathstroke, intentando recuperar el control total de la Liga, y es sometida a tortura. Más tarde, Deathstroke usa la amenaza de matarla para hacer que Damian vaya tras él. Además de sus heridas por la tortura, Talia recibe un disparo al proteger a Damian con su cuerpo. Batman más tarde utiliza el cercano Lázaro Pit (alrededor de la cual se construyó la base de Deathstroke) para revivirla. Al final de la película, ella discute con el padre de Damian sobre quién está mejor equipado para cuidar a Damian. Después de que Damian decide quedarse con Batman, ella se marcha con la intención de reconstruir la Liga.
- Talia al Ghul hace una aparición en Batman vs. Robin en la pesadilla de Bruce Wayne como una de los miles de víctimas que había asesinado despiadadamente. Más tarde, Damian dijo que ella, como su padre Bruce Wayne y Ra's, estaba en su cabeza, confundiéndolo más sobre qué hacer y se fue a descubrir quién era realmente.
- Talia al Ghul regresa en Batman: Bad Blood con Morena Baccarin retomando su papel. Desde su última aparición en Son of Batman, Talia ha abandonado cualquier pretensión de moralidad y ha renunciado a su amor tanto por Bruce Wayne como por su hijo ilegítimo, y ve a ambos principalmente como herramientas para cumplir su propósito. Talia crea el Heretic (el clon de Damian Wayne artificialmente adulto) y recluta a varios súper villanos como Blockbuster, Tusk, Calculador, Electrocutor, Firefly, Hellhound, Polilla Asesina y Sombrerero Loco. Después de capturar a Bruce, Talia le lava el cerebro a Wayne para que se convierta en su sirviente leal. Más tarde, ella hace que Bruce use el nuevo software de comunicación de Empresas Wayne para lavar el cerebro de los diversos líderes políticos del mundo. Sus esfuerzos finalmente son detenidos por "Bat-Family" y Nightwing se las arregla para ayudar a Bruce a liberarse del control de Talia. Furiosa por haber fallado en ambas ambiciones de controlar el mundo y tener a Bruce a su lado, Talia se retira. Ella procede a escapar en su avión, pero es confrontada por Onyx (que buscaba vengarse de Talia por la muerte del Heretic) y en contraataques que hicieron que el avión se estrellara y dejara su destino desconocido.
- Talia se ve en Batman vs. Teenage Mutant Ninja Turtles en un archivo en línea cuando las Tortugas Ninja estaban buscando información de Ra's al Ghul y su longevidad a través de Lazarus Pits.
- En la película animada de 2019 Hush, su hijo adolescente ilegítimo, Damian, hace referencia a Talia al Ghul como una de las "malas decisiones" que Bruce había tomado con las mujeres.
- Talia es referenciada en Justice League Dark: Apokolips War por un Batman controlado por la mente. Luego se burló de Robin IV diciendo que Talia lo había drogado para concebir a Damian y quebró mentalmente a Batman.
- Talia aparece en tres de las historias alternativas en la película interactiva Batman: Death in the Family con la voz de Zehra Fazal. Si Jason engañó a la muerte después de su asalto del Joker, deja a Batman y adquiere una identidad similar a Hush. Talia aparece y le ofrece a Jason los recursos de la Liga de Asesinos para ayudarlo a localizar al Joker a cambio de que él acepte criarla a ella y al hijo ilegítimo de Bruce, Damian. Jason está de acuerdo, pero planea en secreto poner a Damian en contra de sus padres. Si Batman se sacrifica para salvar a Jason, Talia lo resucita con el Pozo Lazarus, aunque el proceso ha vuelto loco a Bruce en el proceso. Ella y Batman se enfrentan a Jason como Red Hood encima de Industrias Wayne para que se una a ellos en la Liga, pero Jason se niega y lucha contra Batman. Si Red Hood apuñala fatalmente a Batman, Bruce activa una bomba que mata a los tres. Si Red Hood noquea a Batman sin matarlo, derrota a Talia poco después, justo cuando Dick Grayson llega para llevarlo a él y a Bruce a casa.
- Talia al Ghul aparece en Catwoman: Hunted, nuevamente con la voz de Zehra Fazal. Se la representa como la líder de Leviathan y usa a Cheetah como líder delegado.

### Videojuegos
- Talia al Ghul aparece en secuencias de cuentos en el juego Catwoman de 1999 para Game Boy Color, en el que ofrece pagarle a Catwoman para que robe un artefacto de un museo, pero Catwoman se niega y lo quiere para ella.
- Talia al Ghul aparece en varias películas en Batman: Dark Tomorrow, con la voz de Wendy Jones. ]Esta versión apaga los monitores alrededor del castillo, ayudando a Batman a navegar a través del castillo. Más tarde, Ra's le pide a Batman que se case con Talia y se convierta en su heredero. Talia le dice a Batman, cruzando los brazos y señalando su ombligo, que debe plantar su semilla en ella, para engendrar un heredero del imperio de su padre. Batman declina, para gran decepción de Talia. Ra's y Batman hacen una batalla final en una pelea de espadas, con Batman emergiendo victorioso. Ubu lanza una espada y trata de matar a Batman; Talia advierte a Batman y, por lo tanto, Ubu mata involuntariamente a Ra's, habiendo querido matar a Batman. Talia y Ubu llevan el cuerpo sin vida de Ra al Pozo de Lázaro justo cuando el templo se autodestruye, y Ra vuelve a la vida. Batman se escapa y vuelve a Gotham.
- Talia al Ghul aparece en DC Universe Online, con la voz de Ellie McBride. Ella es la emisora de "alerta" para el lado villano.

#### Serie deLego Batman
- Talia al Ghul era un personaje jugable en la versión para Nintendo DS de Lego Batman: el videojuego.
- Talia al Ghul aparece como un personaje jugable en la versión portátil de Lego Batman 2: DC Super Heroes.

#### Serie deBatman Arkham
- Talia al Ghul se menciona en Batman: Arkham Asylum en la biografía de Ra's al Ghul como el interés amoroso de Batman.
- Talia al Ghul aparece en Batman: Arkham City, con la voz de Stana Katic.[36] Esta versión sirve como jefe del escuadrón de asesinas de élite de Ra's al Ghul. Aparece por primera vez en Wonder City, donde salva a Batman de ser asesinado por los asesinos y lleva a Batman a Ra's. Después de que Ra's es derrotado por Batman, Ra toma a Talia como rehén, y Batman la salva lanzando un batarang inverso a Ra's. Cuando el Joker intentó matar a Batman cuando quedó atrapado por los escombros, Talia se apresura a ayudar y ofrece la inmortalidad. En cambio, Joker la toma como rehén en el Teatro Monarch y amenaza con matarla a menos que Batman se encuentre en el Teatro Monarch, luego Batman se enfrenta a Joker, lo que le permite a Talia apuñalarla con su espada por detrás mientras está distraída. Luego revela que le ha robado la cura a Harley Quinn. Sin embargo, ella es asesinada por el verdadero Joker, y Batman usa su espada para derrotar a Clayface. Se desconoce si fue llevada a un pozo de Lazarus como su padre porque su cuerpo nunca se encuentra.
- En Batman: Arkham Knight, la espada de Talia al Ghul aparece en la sala de pruebas del Departamento de Policía de Gotham City. Si Batman interactúa con él, hay un momento de reflexión tranquila antes de que Batman susurre "Lo siento". Además, las alucinaciones de Batman por el gas del miedo de El Espantapájaros hacen que el Joker haga muchas referencias a Talia, y que el Joker la mató, lo que indica que al menos Batman cree que ella está muerta. Durante la misión de la Guerra de las Sombras, se puede encontrar una cámara fría con el nombre de Talia en la morgue del Hospital Elliot Memorial, tomada como sede por los leales a la Liga de Asesinos. Sin embargo, está entreabierta y vacía, dando a entender que puede estar viva.

#### Serie deInjustice
- Talia al Ghul aparece como una tarjeta de soporte no jugable en la versión para iOS y Android de Injustice: Gods Among Us.
- Talia al Ghul se menciona directamente en Injustice 2 durante los diálogos de lucha de Damien Wayne.